# (9095) 1995 WT2
A (9095) 1995 WT2 a Naprendszer kisbolygóövében található aszteroida. Seiji Ueda és Hiroshi Kaneda fedezte fel 1995. november 16-án.